# Mechanicsburg (Ohio)
Mechanicsburg és una població dels Estats Units a l'estat d'Ohio. Segons el cens del 2000 tenia 1.744 habitants.

## Demografia
Segons el cens del 2000, Mechanicsburg tenia 1.744 habitants, 705 habitatges, i 473 famílies. La densitat de població era de 653,7 habitants per km².
Dels 705 habitatges en un 34,9% hi vivien nens de menys de 18 anys, en un 47,4% hi vivien parelles casades, en un 14,6% dones solteres, i en un 32,9% no eren unitats familiars. En el 28,7% dels habitatges hi vivien persones soles el 12,9% de les quals corresponia a persones de 65 anys o més que vivien soles. El nombre mitjà de persones vivint en cada habitatge era de 2,47 i el nombre mitjà de persones que vivien en cada família era de 3,03.
Per edats la població es repartia de la següent manera: un 28,7% tenia menys de 18 anys, un 8,2% entre 18 i 24, un 31% entre 25 i 44, un 19,4% de 45 a 60 i un 12,7% 65 anys o més.
L'edat mediana era de 34 anys. Per cada 100 dones de 18 o més anys hi havia 88,6 homes.
La renda mediana per habitatge era de 33.385 $ i la renda mediana per família de 42.368 $. Els homes tenien una renda mediana de 34.375 $ mentre que les dones 24.453 $. La renda per capita de la població era de 16.685 $. Aproximadament el 10,3% de les famílies i el 14,9% de la població estaven per davall del llindar de pobresa.

## Poblacions més properes
El següent diagrama mostra les poblacions més properes.